# NNN昼のニュースひろしま
『NNN昼のニュースひろしま』（エヌエヌエヌひるのニュースひろしま）は、1975年10月1日から1996年3月31日まで広島テレビで放送された昼の報道番組（『NNN昼のニュース』の広島テレビタイトル差し替え）。

## 放送時間
いずれもJST。

### 月曜日 - 土曜日
- 11:40 - 11:45

### 日曜日
- 12:15 - 12:20 （初期）
- 12:00 - 12:05 （中期）
- 11:45 - 12:00 （末期）
- 11:40 - 11:45 （最末期）

## タイトルについて
当初は日本テレビが制作したタイトル（NNNのうねり波バージョンのフィルム）をそのまま使っていたが、タイトルにコンピュータグラフィックスを使用するようになってからは「NNN昼のニュース」のタイトルの右下にゴシック体で「ひろしま」と付けたオリジナル版のものを使用していた。
| 広島テレビ 昼の広島テレビNEWS                                   | 広島テレビ 昼の広島テレビNEWS                                    | 広島テレビ 昼の広島テレビNEWS |
| 前番組                                                          | 番組名                                                           | 次番組                        |
| --------------------------------------------------------------- | ---------------------------------------------------------------- | ----------------------------- |
| サンケイテレニュースFNN （広島ローカルパート） ※ここまでFNN系列 | NNN昼のニュース （広島ローカルパート） ↓ NNN昼のニュースひろしま | NNNニュースダッシュひろしま   |

| スタブアイコン | サブスタブ | この項目は、まだ閲覧者の調べものの参照としては役立たない、テレビ番組に関連した書きかけの項目です。この項目を加筆・訂正などしてくださる協力者を求めています（P:テレビ/PJ:放送または配信の番組）。 |